# Palenque de São Basilio
O Palenque de São Basílio ou São Basílio de Palenque é um corregimento do municipio de Mahates, no departamento de Bolívar, na Colômbia; localizado no sopé dos Montes de María a 50 quilômetros da cidade de Cartagena das Índias. Tem uma população de aproximadamente 3 500 pessoas e limita-se com os municípios de Malagana, San Cayetano, San Pablo, Palenquito.

## História
Fundado por escravos fugidos principalmente de Cartagena das Índias no século XV e liderados por Benkos Biohó; o isolamento lhes permitiu manter a maioria das tradições culturais africanas na Colombia (música, práticas médicas, organização social, ritos fúnebres) e ainda mais, a desenvolver uma língua crioula, o palenquero, mesclada do espanhol com as línguas africanas originárias. Devido às suas características únicas em sua história, formação, cultura e linguística, o Palenque foi declarado pela Unesco como "Patrimônio Intangível da Humanidade" e é considerado o primeiro povo livre da América.